# 빈 정상회담
빈 정상회담(영어: Vienna summit)은 1961년 6월 4일 오스트리아 빈에서 미국 존 F. 케네디와 소련의 지도자(제1서기 및 수상) 니키타 흐루쇼프 사이에 열린 정상회담이다. 냉전 시대 두 초강대국의 지도자들은 양국 관계에 대한 여러 문제를 논의했다.

## 배경

### 정상회담 이전 흐루쇼프와 케네디
케네디와 흐루쇼프는 1961년 6월 빈 정상회담에서 처음 만났다. 직접 만나기 전, 이들의 접촉은 1960년 11월 9일 흐루쇼프가 케네디에게 대통령 선거 승리를 축하하고 "미국과 소련 간의 관계가 프랭클린 루스벨트 시대에 발전하던 노선을 다시 따르기를 희망한다"는 메시지를 보낸 것으로 시작되었다. 그는 또한 케네디에게 소련이 "군축... 독일 강화 조약... 그리고 전체 국제 상황을 완화하고 개선할 수 있는 다른 문제들"에 관해 미국과 협상하기를 원한다고 말했다. 케네디는 답신으로 흐루쇼프에게 감사를 표했고, 이러한 의례적인 교환은 1961년까지 계속되었다.
1961년 2월 22일, 케네디는 흐루쇼프에게 "나는 조만간 우리가 비공식적인 의견 교환을 위해 개인적으로 만날 수 있기를 바란다"는 편지를 보냈다. 이는 두 사람 중 한 명이 외교 회담을 제안한 첫 번째 사례였다. 케네디는 "흐루쇼프와 함께 앉을 수 있다면" 두 지도자가 국가 간 갈등을 해결할 수 있을 것이라고 생각했다. 그러나 케네디의 고문들은 대통령 선거 직후 흐루쇼프를 만나지 말라고 조언했다. 모스크바 주재 미국 대사 르웰린 E. 톰슨은 케네디가 흐루쇼프의 성격과 의도를 잘못 판단했다고 우려했다. 마찬가지로 미국 외교관 찰스 볼렌은 "존 F. 케네디가 세계 공산주의 확장에 대한 흐루쇼프의 결의를 과소평가하고 있다"고 걱정했다. 그럼에도 불구하고 흐루쇼프는 케네디의 정상회담 제안을 수락했고, 양국 지도자들은 공식 회담 계획을 세우기 시작했다. 한편, 양국 간의 냉전 라이벌 관계는 독일, 라오스, 쿠바에서 고조되었다. 이러한 지역 분쟁은 빈 정상회담의 주요 의제가 되었다.

### 베를린 문제
1945년부터 1961년까지 270만 명의 동독인들이 독일 민주 공화국 (동독)의 일부인 동베를린에서 서베를린으로 이주했다. 동독 지도자 발터 울브리히트는 동베를린을 떠나는 대량의 이주민들이 인구를 감소시켜 동독의 존재를 위협한다고 주장했다. 1961년 초 몇 달 동안 울브리히트는 흐루쇼프에게 동베를린과 서베를린 간의 국경을 폐쇄하도록 압력을 가했다. 흐루쇼프는 울브리히트의 우려를 이해했지만 서방 세력의 잠재적 개입이 동베를린을 더욱 불안정하게 만들 것을 두려워했다. 톰슨은 1961년 2월에 베를린과 독일에 "진전이 없다면" 흐루쇼프는 "거의 확실히 [그의] 별도 평화 조약을 진행할 것"이라고 경고했다. 별도 강화 조약이라는 개념은 서독에서 미국의 이익을 위협했다. 만약 소련이 동베를린의 완전한 통제권을 동독 정부에 넘긴다면, 미국은 동독 정부의 허가 없이는 서베를린과 통신하고 통제할 수 없게 된다.
베를린 문제, 즉 미국이 소련이 베를린과 별도 강화 조약을 체결하는 것을 허용할지 여부는 빈 정상회담에서 흐루쇼프와 케네디의 논쟁을 지배했다. 베를린과 별도 강화 조약을 체결하는 것은 독일과 베를린 자체의 분할에 만족했던 미국 정책 입안자들에게는 매력적이지 않았다. 평화 조약은 확립된 세력균형을 위협하고 잠재적으로 미국이 동베를린에 대한 모든 영향력을 잃게 할 수 있었다.

### 라오스 문제
덜 알려진 분쟁 또한 빈 정상회담에서 논란을 불러일으켰다. "베를린에서처럼, [케네디]는 라오스에서 소련과 미국 간의 거의 직접적인 무력 대결로 악화된 상황을 물려받았다." 드와이트 D. 아이젠하워 대통령 재임 기간 동안 미국은 인기 있는 공산주의 위협인 파테트라오에 대항하기 위해 라오스에서 우파 보수 정부(왕정 정부)를 지원했다. 라오스에서 "아이젠하워 정부는 친미 지도자의 통치를 계속하기 위해 수백만 달러의 원조를 약속했다." 소련과 미국 모두 라오스에서의 대리전이 양국을 더욱 군비 경쟁으로 몰아넣는다는 것을 알고 있었다. 이러한 맥락에서 흐루쇼프와 케네디는 빈 정상회담에서 라오스 상황을 상세히 논의했다.

### 피그스만 침공
1961년 4월 미국이 주도한 피그스만 침공 또한 흐루쇼프와 케네디의 관계를 흔들었다. 1961년 4월 18일, 흐루쇼프는 케네디에게 "대통령 각하, 나는 온 세계의 평화에 위험이 가득한 이 비상한 시각에 이 메시지를 보냅니다. 쿠바에 대한 무력 침략이 시작되었습니다."라는 전보를 보냈다. 케네디는 이에 대해 미국은 단지 "피델 카스트로 독재정권에 저항하는" "10만 명의 쿠바인들"을 돕고 있을 뿐이라고 반박했다. 그는 미국인들이 자유와 쿠바의 자결권 편에서 싸웠다고 주장했다.
케네디는 쿠바 침공이 논란을 불러일으켰다는 것을 알고 있었다. 따라서 케네디는 흐루쇼프와 가능한 한 빨리 만나는 것이 중요하다고 느꼈다. 그는 개방된 의사소통 채널이 미국과 소련 간의 갈등을 일부 해소할 수 있기를 바랐다. 흐루쇼프와 케네디는 1961년 6월 4일 빈에서 만났다.

## 논의
흐루쇼프와 케네디는 빈 정상회담에서 1961년 베를린 위기를 논의하는 데 상당한 시간을 할애했다. 흐루쇼프는 통일된 독일이 또 다른 세계 대전으로 이어질 수 있다는 소련의 관점을 표현하며 대화를 시작했다. 그는 독일이 제2차 세계 대전을 시작했다는 사실을 지적했다. 전쟁이 끝난 지 불과 15년 만에 독일은 NATO 회원국으로서 다시 "군사적 위협"을 제기했다. 흐루쇼프는 소련이 동독과 별도의 강화 조약을 체결하기를 원한다고 설명했다. 그는 그러한 조약이 "미국, 영국, 프랑스의 이익에 해를 끼치지 않을 것"이라고 주장했다. 그는 케네디에게 미국이 평화 조약을 지지하지 않으면 소련이 일방적으로 평화 조약을 체결할 것이라고 말했다.
케네디는 미군이 동독인의 동의가 아닌 "계약상의 권리"로 베를린을 점령했다고 반박했다. 케네디는 소련의 관점을 이해했지만, 미국이 베를린에서 병력을 철수하면 "아무도 미국의 약속과 서약에 대한 신뢰를 갖지 않을 것"이라고 우려했다. 케네디는 미국이 전략적 목적을 위해 베를린에서의 입장을 유지해야 한다고 주장했다. 케네디가 독일의 현재 세력 균형이 효과적이라고 주장했지만, 흐루쇼프는 "세계 어떤 세력도 소련이 평화 조약을 체결하는 것을 막지 못할 것"이라고 말했다.
케네디가 그러한 조약이 제2차 세계 대전이 끝날 때 서명된 4대 강국 협정을 무시하고 소련 측의 일방적인 행동을 요구한다고 지적하자, 흐루쇼프는 그러한 평화 조약이 4대 강국 협정을 무효화한다고 말했다. 그는 베를린 시가 독일 민주 공화국에만 속해야 한다고 주장했다. 흐루쇼프는 케네디에게 서독은 미국의 영향력 아래에 있을 것이라고 말했다. 케네디는 미국이 그로 인해 잃게 될 명성 때문에 그러한 합의를 받아들일 수 없다고 반박했다. 이러한 발언에 비추어 흐루쇼프는 "잠정적 합의"를 고려해야 한다고 제안했다. 흐루쇼프는 "미국이 잠정 협정을 거부하면 소련은 12월에 [평화 조약을] 체결할 것"이라는 사실에 확고했다.
케네디는 라오스 중립화에 대한 소련의 입장을 파악하고자 했다. 케네디는 미국과 소련이 불안정한 국가의 긴장을 완화하기 위해 협력할 수 있다는 점을 흐루쇼프에게 설득하고 싶었다. 케네디는 "게릴라에게 물자 공급을 중단하고 북베트남이 노력을 중단하도록 설득하겠다는 소련의 확고한 약속 없이는 아무것도 이룰 수 없을 것"이라고 주장했다. 정상회담 첫날, 케네디는 흐루쇼프가 라오스 상황을 논의할 의사가 없다는 것을 금방 알아챘다. 흐루쇼프는 라오스 정부 전복에 중요한 역할을 한 미국을 비난할 뿐이었다.
다음 날, 케네디는 다시 라오스 문제를 거론했다. 이번에는 흐루쇼프가 더 기꺼이 협상에 나섰다. 흐루쇼프는 "라오스인들 자신이 선택한 중립적이고 독립적인 라오스"가 미국과 소련 모두에게 이익이 된다는 데 동의했다. 지도자들은 공식적인 합의를 하지 않았지만, 라오스의 미래, 즉 휴전과 궁극적인 중립화에 대한 합의에 도달했다. 이 합의는 빈 정상회담의 유일한 성과 중 하나로 입증되었다.

## 결과
세이모어 토핑의 "흐루쇼프와 빈"이라는 기사는 회의가 시작되기 전날인 6월 3일 뉴욕 타임스에 실렸다. 토핑은 회의를 지배했던 주요 대화 내용인 베를린과 라오스 문제를 정확하게 파악했다. 토핑은 또한 각 문제에 대한 흐루쇼프의 의견을 정확히 진술하고 베를린에 대한 소련의 관점을 정확히 지적했다. 분명히 미국과 소련 모두 정상회담이 시작되기 전에 상대방의 입장에 대한 충분한 정보를 가지고 있었다. 그러나 지도자들의 서로에 대한 반응을 포함하여 정상회담의 결과를 예측할 수 있는 사람은 아무도 없었다.
미국인들에게 이 정상회담은 처음에는 외교적 승리로 간주되었다. 케네디는 소련의 압력에 굴복하거나 미국의 봉쇄 정책에 영향을 미치도록 허용하지 않았다. 그는 흐루쇼프를 적절히 지연시켰고, 흐루쇼프가 베를린을 "서방의 고환"이라고 불렀듯이 어떤 압력을 가하더라도 미국은 베를린에서 철수하는 데 타협할 의사가 없음을 분명히 했다.
돌이켜보면 정상회담은 실패로 볼 수 있다. 두 지도자는 협상의 진전이 없어 점점 더 좌절했다. 케네디는 나중에 흐루쇼프에 대해 "그가 나를 완전히 박살냈다"고 말했고, 회담 직후 뉴욕 타임스 기자 제임스 '스코티' 레스턴에게 그것이 "내 인생 최악의 일이었다. 그가 나를 잔인하게 다뤘다"고 말했다. 반면 흐루쇼프는 정상회담을 훨씬 더 긍정적으로 보았다. 그는 회고록에서 "나는 빈에서 열린 우리 회담에 대체로 만족했다. 구체적인 합의에 이르지는 못했지만, [케네디]가 세계 문제의 평화적 해결을 찾고 소련과의 갈등을 피하는 데 관심이 있다는 것을 알 수 있었다"고 쓰면서 양면성을 보였다. 그러나 역사가 윌리엄 타웁만은 흐루쇼프가 단지 케네디를 "밀어붙일 수 있다"고 느꼈을 뿐이라고 시사한다.
케네디는 베를린 시민의 완전한 권리를 옹호하는 미국의 주저함을 전달하는 것 외에도, 흐루쇼프와의 이념적 논쟁을 피하라는 자신의 내각 관리들의 조언을 무시했다. 흐루쇼프는 이 논쟁에서 케네디를 압도했고, 약하고 경험 없는 지도자를 상대로 정상회담에서 승리했다고 믿게 되었다. 정상회담이 끝날 때 케네디의 침울한 표정을 보면서 흐루쇼프는 케네디가 "불안해 보일 뿐만 아니라 깊이 상심해 보였다... 나는 그를 상심하게 할 의도는 없었다. 나는 우리가 다른 분위기에서 헤어지기를 정말 바랐을 것이다. 하지만 그를 도울 방법이 없었다... 정치는 무자비한 사업이다."라고 믿었다.
피그스만 침공의 실패, 베를린 장벽 건설, 그리고 쿠바 미사일 위기 이후, 케네디는 미국이 공산주의 확장을 통제하고 막는 데 또 다시 실패한다면 동맹국들에 대한 미국의 신뢰도와 자신의 명예에 치명적인 손상을 입힐 것이라고 믿었다. 따라서 그는 "선을 긋고" 베트남 전쟁에서의 공산주의 승리를 막기로 결심했다. 그는 레스턴에게 "이제 우리는 우리의 힘을 신뢰할 수 있게 만드는 문제가 생겼고, 베트남이 그 장소인 것 같다"고 말했다.

## 같이 보기
- 미국-소련 정상회담 목록 (1943년~1991년)